# Bert Roesems
Bert Roesems (Halle, 14 de octubre de 1972) es un ciclista belga que terminó su carrera profesional en 2009.

## Biografía
Se convirtió en profesional en 1997 con el equipo Vlaanderen 2002. Especialista en la disciplina contra el crono ha ganado la mayoría de sus victorias en esta modalidad. También acabó ocho veces en el podio en el campeonato nacional contrarreloj. Disfrutó de su mejor temporada en 2004: Campeonato de Bélgica de ciclismo contrarreloj, también se impuso en el Tour de la Baja Sajonia y en la Crono de Herbiers. Este buen año le permitió unirse al equipo Lotto-Domo en 2005.

## Palmarés

### Pista
2001
- Campeonato de Bélgica en persecución

### Ruta
| 1997 - OZ Wielerweekend - 3.º en el Campeonato de Bélgica Contrarreloj 1998 - De Kustpijl Heist 1999 - Gran Premio de la Somme, más 1 etapa - 1 etapa de la OZ Wielerweekend - 1 etapa del Circuito Franco-Belga - 2.º en el Campeonato de Bélgica Contrarreloj 2001 - Bruselas-Ingooigem - 1 etapa del Tour de la Somme - 1 etapa del Tour de Valonia - 2.º en el Campeonato de Bélgica Contrarreloj 2002 - 1 etapa de la Vuelta a Bélgica - 1 etapa de la Vuelta a Suecia - 2.º en el Campeonato de Bélgica Contrarreloj | 2003 - Gran Premio de Denain - 1 etapa del Gran Premio Erik Breukink - 1 etapa de la Carrera de la Solidaridad y de los Campeones Olímpicos - 3.º en el Campeonato de Bélgica Contrarreloj 2004 - Vuelta a la Baja Sajonia más 1 etapa - 1 etapa de la Vuelta a Bélgica - Campeonato de Bélgica Contrarreloj - Chrono des Nations-Les Herbiers-Vendée 2005 - Bruselas-Ingooigem - 2.º en el Campeonato de Bélgica Contrarreloj 2006 - Nokere Koerse - 2.º en el Campeonato de Bélgica Contrarreloj |

## Resultados en Grandes Vueltas y Campeonatos del Mundo
| Carrera              | Carrera              | 1996 | 1997 | 1998 | 1999 | 2000 | 2001 | 2002 | 2003 | 2004 | 2005 | 2006  | 2007 | 2008 | 2009 |
| -------------------- | -------------------- | ---- | ---- | ---- | ---- | ---- | ---- | ---- | ---- | ---- | ---- | ----- | ---- | ---- | ---- |
|                      | Giro de Italia       | ―    | ―    | ―    | ―    | ―    | ―    | ―    | ―    | ―    | ―    | 123.º | ―    | ―    | ―    |
|                      | Tour de Francia      | ―    | ―    | ―    | ―    | ―    | ―    | ―    | ―    | ―    | ―    | ―     | ―    | ―    | ―    |
|                      | Vuelta a España      | ―    | ―    | ―    | ―    | ―    | ―    | ―    | ―    | Ab.  | ―    | ―     | Ab.  | ―    | ―    |
| Mundial Contrarreloj | Mundial Contrarreloj | 22.º | ―    | ―    | 21.º | ―    | ―    | 13.º | 9.º  | 13.º | 24.º | ―     | ―    | ―    | ―    |

—: no participa
Ab.: abandono